# Лудвиг Безендорфер
Лудвиг Безендорфер (Беч, 10. април 1835 — Беч, 9. мај 1919) био је аустријски произвођач клавира, син Игњаца Безендорфера и наследник очеве компаније Безендорфер . Модернизовао је конструкцију клавира своје компаније и учинио је познатом и ван Аустрије.

## Живот
Лудвиг је похађао Бечки политехнички институт, а затим је радио у очевој фирми, преузимајући је 1859. године. Године 1860. компанија се преселила у нову фабрику у Туркенштрасе у Алзергрунду у Бечу. 
1870. фабрика се преселила у Граф Штархемберг-гасе у Видену, Беч, а продајне просторије су се преселиле у Палату Лихтенштајн, у самом центру Беча, где је 1872. године отворена концертна дворана Сала Безендорфер. Ту су концерте и солистичке концерте одржавали познати музичари, што је допринело успеху посла компаније Безендеорф.
Лудвиг је од 1870. био почасни члан Друштва љубитеља музике из Беча, а од 1878. један од његових директора. Године 1889. покренуо је Пијанистичко такмичење Безендорфер, које се одржавало сваке године до 1945. Компанија Безендорфере је учествовала на Међународној изложби у Лондону 1862. године, Светској изложби у Бечу 1873. и Париској изложби 1900. године.
Безендорфер се женио два пута, преживевши обе жене; деце није имао. Године 1909. продао је компанију музичару и банкару Карлу Хутерштрасеру. Лудвиг Безендорфер је умро у Бечу 1919. године, сахрањен је у Средишњем бечком гробљу. 